# Willis (Krommenie)
Willis is een nieuwbouwwijk in de plaats Krommenie in de gemeente Zaanstad. De wijk is tussen 1999 en 2002 opgeleverd aan de bewoners. In totaal zijn er 780 adressen in de wijk. De meeste straatnamen in deze buurt zijn vernoemd naar diverse vissoorten of andere aquatische levensvormen, zoals de forel en de karper. In 2023 telt de wijk gemiddeld 9.345 inwoners volgens het CBS. Momenteel staan er 7 woningen te koop en zijn er recent 7 woningen verkocht.